# Dieudonné Costes
Pour les articles homonymes, voir Costes.
Dieudonné Costes, né le 4 novembre 1892 à Septfonds (Tarn-et-Garonne) et mort le 18 mai 1973 à Paris 7e, est un aviateur français, célèbre notamment pour la première traversée de l'Atlantique sud sans escale en 1927, puis pour la première traversée de l'Atlantique nord sans escale dans le sens est-ouest, avec Maurice Bellonte, en 1930.
C'est en tant que pilote de ligne d'abord chez Latécoère sur la liaison Toulouse-Casablanca, puis à Air Union sur le parcours Paris-Londres que Dieudonné Costes commence sa carrière, avant de devenir pilote d'essai chez Breguet et de mettre à son actif de nombreux raids et records.
Dieudonné Costes repose au cimetière parisien de Passy, non loin d'autres célébrités du monde de l'aviation : Henri Farman, Maurice Bellonte et l'avionneur Marcel Dassault.

## Biographie

### Jeunesse
Né dans une famille de la bourgeoisie provinciale (ses parents possèdent une petite fabrique de chapeaux de paille) établie à Septfonds, puis à Caussade, Dieudonné Costes se montre à l'école « plus intelligent que studieux ». Le jeune homme fréquente le lycée de Toulouse, puis l'école des arts et métiers d'Aix-en-Provence qu'il quitte à 17 ans et demi, sans obtenir le diplôme. Il entre dans la vie active comme mécanicien. Passionné par l'aviation naissante, il obtient de ses parents de se faire financer des cours de pilotage et obtient son brevet civil (no 1046) à l'école Blériot d’Étampes en septembre 1912, puis tente sa chance comme pilote itinérant en achetant avec trois associés un Blériot XI dans l'espoir de gagner sa vie dans les meetings aériens. L'entreprise tourne court après quelques meetings quand leur appareil rend l'âme. Costes décide alors de s'engager dans l'armée au 2e groupe de Troupes aéronautiques au mois d'octobre 1913 dans le but d'y devenir pilote militaire. Simple soldat, il essuie des déconvenues en étant versé au service général malgré son brevet de pilote civil et se retrouve affecté comme caporal mécanicien au camp de Sissonne. Il est finalement sélectionné pour passer les épreuves du brevet de pilote militaire, mais la Première Guerre mondiale éclate et les épreuves du brevet sont annulées.

### L'as des as du Front d'Orient

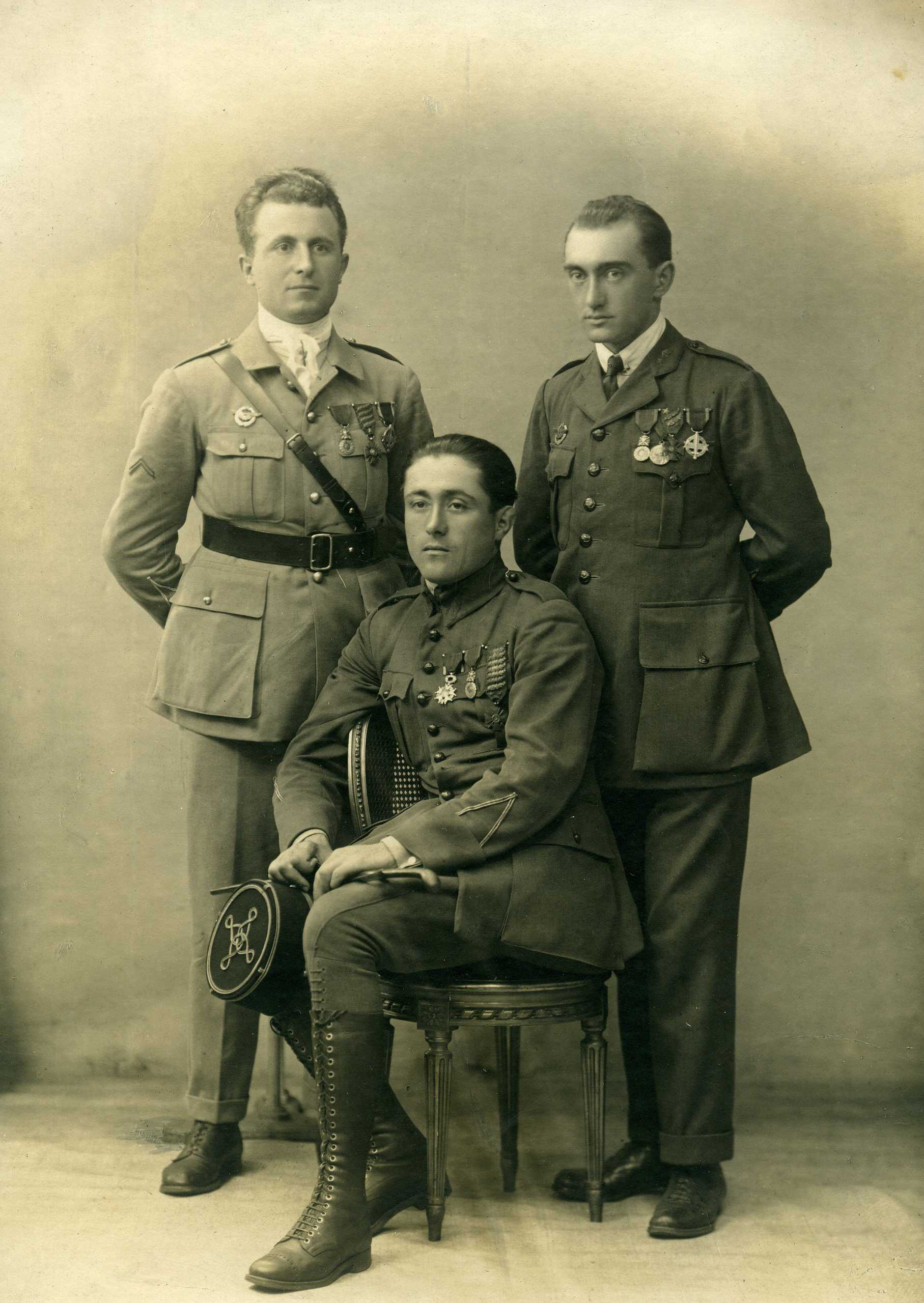
Photo prise en 1919, représentant le pilote Dieudonné Costes (assis), entouré de ses équipiers Maurice Lashermes (gauche) et Paul Andrillon (droite)

Dieudonné Costes sert alors comme mécanicien à l'escadrille V 24 et effectue ses premiers vols de guerre en tant que mitrailleur. Légèrement blessé à la main le 22 décembre 1914 par un éclat de DCA qui s'infecte et lui vaut une hospitalisation, il est réaffecté le 3 avril 1915 à l'escadrille MF 44, d'où il peut passer les épreuves de pilote militaire (no 1185) sur Maurice Farman le 10 juillet 1915 à école d'aviation militaire de Chartres (future base aérienne 122 Chartres-Champhol). Il y est affecté en tant que moniteur, avant de finalement retourner dans une escadrille au front, la MF 55, au mois d'octobre 1915.
Un mois plus tard, il part pour l'armée d'Orient recruté par un de ses anciens élèves-pilotes, le capitaine Victor Denain, qui y dirige localement l'aviation. Costes va s'y révéler comme le meilleur pilote, étant affecté dans plusieurs escadrilles et terminant dans la chasse où il devient avec le grade de sous-lieutenant un « as », avec six victoires aériennes, dont plusieurs remportées en collaboration avec ses équipiers Maurice Lashermes et Paul Andrillon. Il est décoré de la Croix de guerre avec 7 palmes et 2 étoiles de vermeil, la médaille militaire et la croix de chevalier de la Légion d’honneur.

### Premiers pas dans l'aviation civile
Démobilisé en septembre 1919, Dieudonné Costes vit à Toulouse et va se faire immédiatement embaucher comme pilote à la société des lignes Latécoère, effectuant des liaisons aériennes entre Toulouse et le Maroc. Il en est renvoyé par Pierre-Georges Latécoère au mois de novembre 1920 pour s'être livré à du trafic de cocaïne d'Espagne vers Toulouse, ce qui lui vaut une condamnation à de la prison avec sursis par le tribunal correctionnel de Toulouse en mai 1921. Embauché par la compagnie Aéro Transport Ernoul où il fait connaissance de son ami le pilote Paul Codos, il est de nouveau sans emploi quand celle-ci fait faillite en mars 1922.
Il connaît alors une période difficile et reçoit le soutien financier de sa famille, jusqu'au mois de septembre 1923 quand il est embauché par la compagnie Air Union à Paris. Il va y effectuer des liaisons aériennes Paris-Bruxelles sur Blériot-SPAD S.33, puis Paris-Londres sur bimoteurs Farman Goliath. C'est à cette occasion qu'il fait la connaissance de Maurice Bellonte, qui devient son mécanicien volant.

### Chef-Pilote de la société Breguet

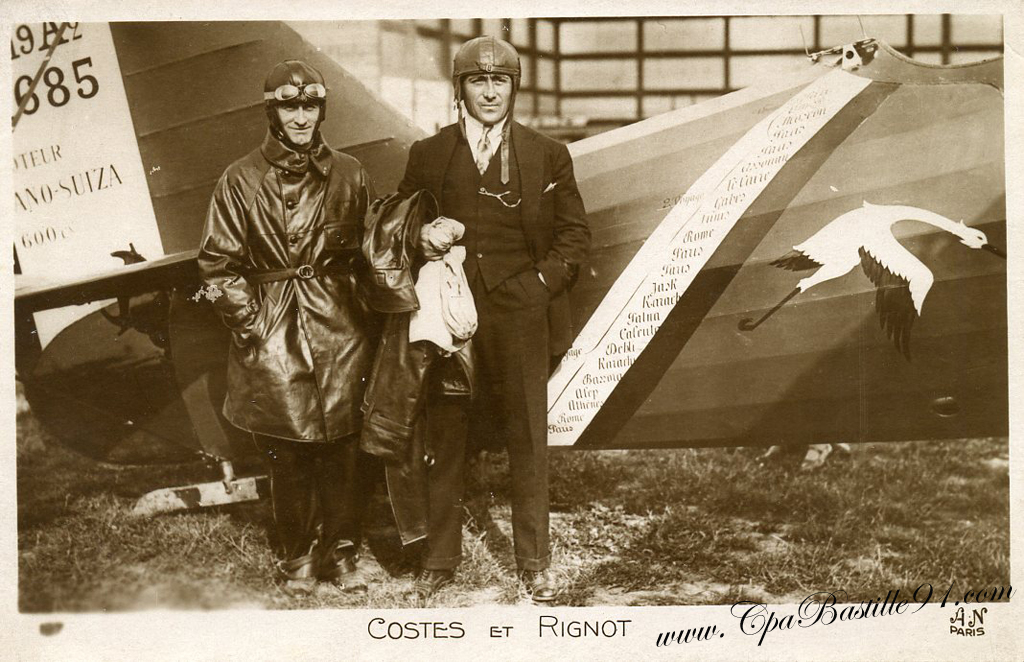
Photo représentant l'aviateur Dieudonné Costes à droite et son navigateur le capitaine Georges Rignot à gauche, en 1927, devant leur appareil Breguet 19 "Bidon" no 1685 de grand raid.

Durant l'été 1925, Dieudonné Costes est embauché parmi les pilotes réceptionnaires de la société Breguet, dirigés par le chef-pilote Robert Thiéry. Il arrive à une période où sort le Breguet 19 aux commandes duquel les pilotes de la firme vont se lancer pour réaliser plusieurs vols de record de distance.
Le 13 septembre 1925, Robert Thiéry et Costes en tant que navigateur s'attaquent au record du monde de distance en ligne droite, pilotant un Breguet 19 à moteur Renault de 480 chevaux, décollant du Bourget avec l'intention de se poser en Iran. Mais la tentative échoue, leur avion bourré de carburant et volant à basse altitude percutant un arbre dans la brume au-dessus de la  Forêt-Noire. Robert Thiéry meurt dans l'accident.
Après ce drame, Costes devient le chef-pilote de la société Breguet et va réaliser plusieurs vols de record :
- Le 27 septembre 1926, sur un appareil de grand raid (dit Breguet-Bidon, no 1685) appartenant à l'armée, il réussit un vol Paris-Assouan de 4 100 km avec le lieutenant René de Vitrolles en navigateur, mais échoue à remporter le record de distance.
- Le 28 octobre 1926, il bat de record du monde de distance en réussissant un Paris-Djask (Iran) avec le capitaine Georges Rignot en navigateur, parcourant une distance de 5 396 km.
- Le 4 juin 1927, toujours avec Georges Rignot en observateur, il tente d'améliorer son record en traversant l'Asie mais un problème mécanique le contraint à se poser autour des Monts Oural en n'ayant parcouru que 4 640 km.

### Vainqueur de l'Atlantique Sud

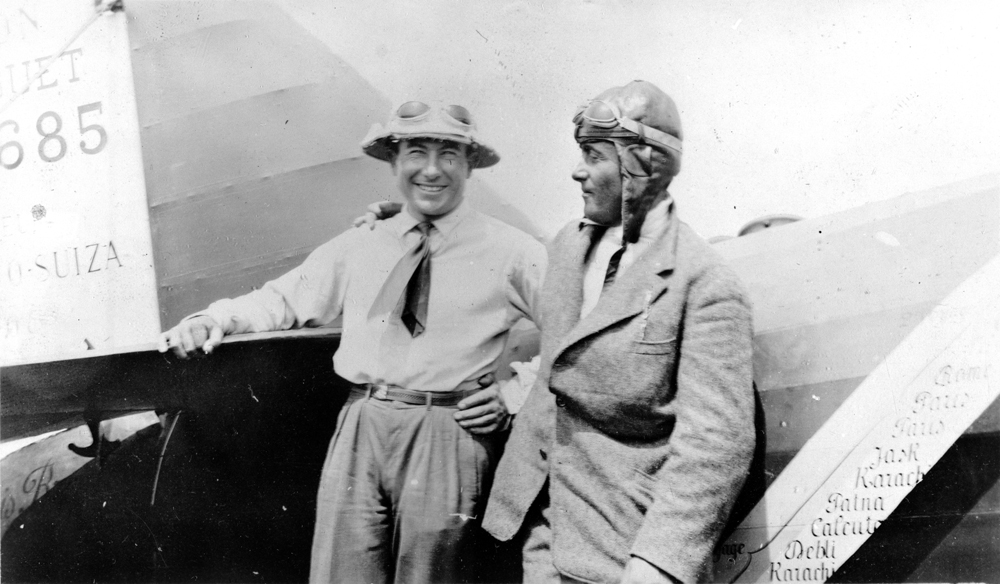
Pilote Dieudonné Costes (à droite) et son navigateur Joseph Le Brix (à gauche) pris en photo devant leur appareil après avoir réussi la première traversée sans escale de l'Atlantique Sud en 1927.

Alors que Charles Lindbergh a réussi la première traversée New-York / Paris le 21 mai 1927, Costes envisage de réussir le premier Paris / New-York, une performance bien plus difficile à réaliser car soumise aux vents contraires. Il compte partir sur son Breguet "Bidon" no 1685 utilisé lors de ses précédents vols de records, mais le ministre de la guerre Paul Painlevé refuse de mettre à disposition l'appareil car trop d'aviateurs téméraires ont disparu en tentant cette périlleuse traversée. Le Breguet 14 no 1685 est alors racheté à l'état par la société Breguet et le raid va être financé sur les fonds propres de l'entreprise. Au mois de septembre 1927, alors que la meilleure période météo pour réussir la traversée est passée, le Breguet no 1685 que Costes baptise "Nungesser et Coli" en hommage aux deux aviateurs disparus le 8 mai dans l'Atlantique Nord, n'est pas prêt. Il décide alors se rabattre sur un objectif de rechange, la traversée de l'Atlantique Sud, encore invaincu en traversée directe. Cinq aviateurs l'ont traversé en hydravion jusque-là, mais en utilisant les rochers Saint-Pierre et Saint-Paul ainsi que les îles Fernando de Noronha comme escales.
S'adjoignant les services du lieutenant de vaisseau Joseph Le Brix en navigateur, Costes décolle le 10 octobre 1927 du Bourget pour la ville de Saint-Louis du Sénégal où les deux hommes découvrent un Latécoère 26 piloté par Jean Mermoz avec pour navigateur Élisée Négrin, immobilisés après avoir endommagé leur hélice. La Compagnie générale aéropostale considère en effet ce parcours comme sa chasse gardée et avait affrété un équipage pour tenter la traversée avant Costes...
Devant attendre la fin d'une tornade qui a détrempé leur terrain, Costes et Le Brix décollent de Saint-Louis du Sénégal le 14 octobre 1927 à 6h23, et se posent à Natal dans la nuit du 15 octobre à 2h00 (heure de Paris). Les médias du monde entier célèbrent l'exploit et le gouvernement français, mis devant le fait accompli, nomme Costes officier de la Légion d'honneur et octroie un crédit aux aviateurs qui entament une tournée à travers l'Amérique du Sud, puis gagnent l'Amérique du Nord où ils sont à chaque fois portés en triomphe et reçus par les autorités locales - ils sont ainsi reçus à la Maison-Blanche par le président des États-Unis Calvin Coolidge le 9 février 1928.
Ils gagnent ensuite le Japon en bateau avec leur appareil démonté, puis regagnent la France en vol avec plusieurs escales les menant en Indochine, Inde et Syrie. Arrivé à Paris le 14 avril 1928, Costes est reçu par le ministre Maurice Bokanowski, est maintenant une gloire nationale, avec une ombre au tableau car il s'est brouillé avec son navigateur Le Brix dont il supporte mal le fait que ce dernier cherche à s’approprier la gloire de l’exploit. Les deux hommes deviendront désormais des rivaux acharnés.

### Vainqueur de l'Atlantique Nord

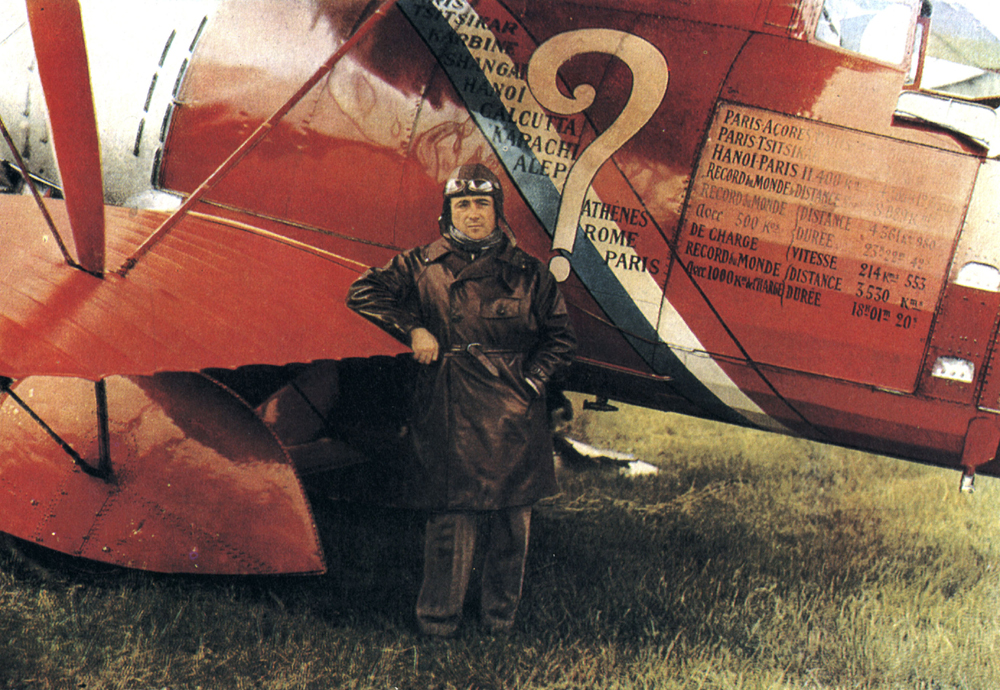
Pilote Dieudonné Costes devant son Breguet 19 Point d'interrogation, en 1930.

Costes va désormais s'employer a préparer avec une grande méticulosité son raid Paris - New-York. Il tient à ne pas dépendre de l'armée qui lui imposerait un navigateur militaire et cherche à disposer de son propre appareil. L'opportunité d'une rencontre avec le très riche parfumeur François Coty lui offre le financement : il achète avec les fonds donnés par ce dernier un nouvel appareil, un Breguet 19 dit « Super-Bidon », spécialement modifié pour les grands raids. Il le fait peindre en rouge et le baptise Point d'interrogation, et salarie également son ancien mécanicien de l'époque d'Air Union, Maurice Bellonte. L'appareil est livré au mois de juillet 1928, est testé par les deux hommes et doit repartir en usine pour l'hiver 1928-1929.

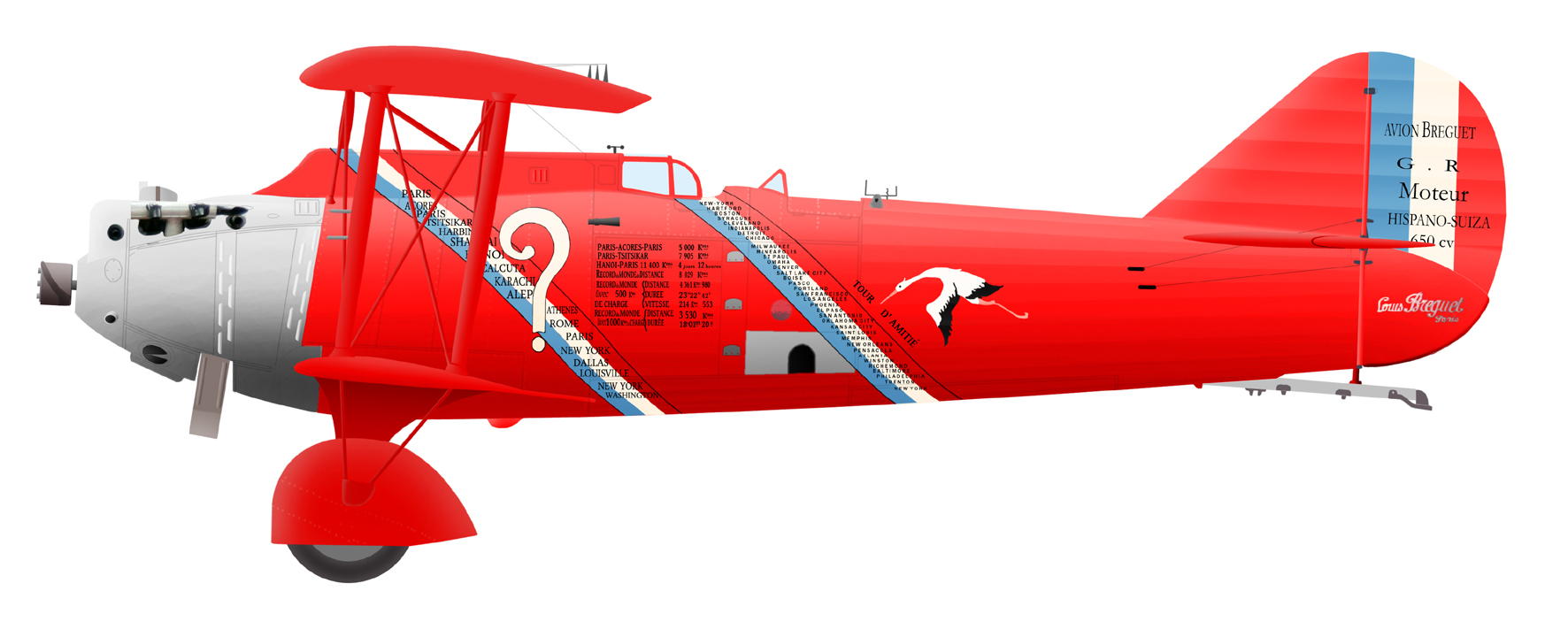
Profil couleur du Breguet 19 « Super Bidon », utilisé par Dieudonné Costes pour sa traversée de l'Atlantique Nord.

Le 19 février 1929, Costes manque de perdre la vie dans un accident : apprenant que son désormais rival Joseph Le Brix va tenter une liaison directe de Paris vers l'Indochine, il va décider de lui voler la gloire en tentant de se poser à Hanoï avant lui. Affrétant un Breguet 280 baptisé Dragon d'Annam, il décolle avec en équipiers Maurice Bellonte et Paul Codos, mais l'appareil s'écrase peu après son décollage et les trois hommes en réchappent indemnes malgré le risque de l'incendie des réservoirs d'essence.

Le Point d'interrogation sort d'usine au mois de mai 1929 et Dieudonné Costes s'élance pour une première tentative le 12 juillet 1929 en décollant du Bourget avec Maurice Bellonte, en décidant de passer par les Açores. Vingt minutes avant eux est parti un équipage concurrent, les Polonais Idzikowski et Kubula sur un appareil Amiot. Sur le golfe de Gascogne, constatant que la météo se dégrade et que sa consommation est plus importante que prévu, Costes décide de faire demi-tour et rentre au Bourget. Les deux Polonais vont s'écraser sur l'archipel des Açores. 

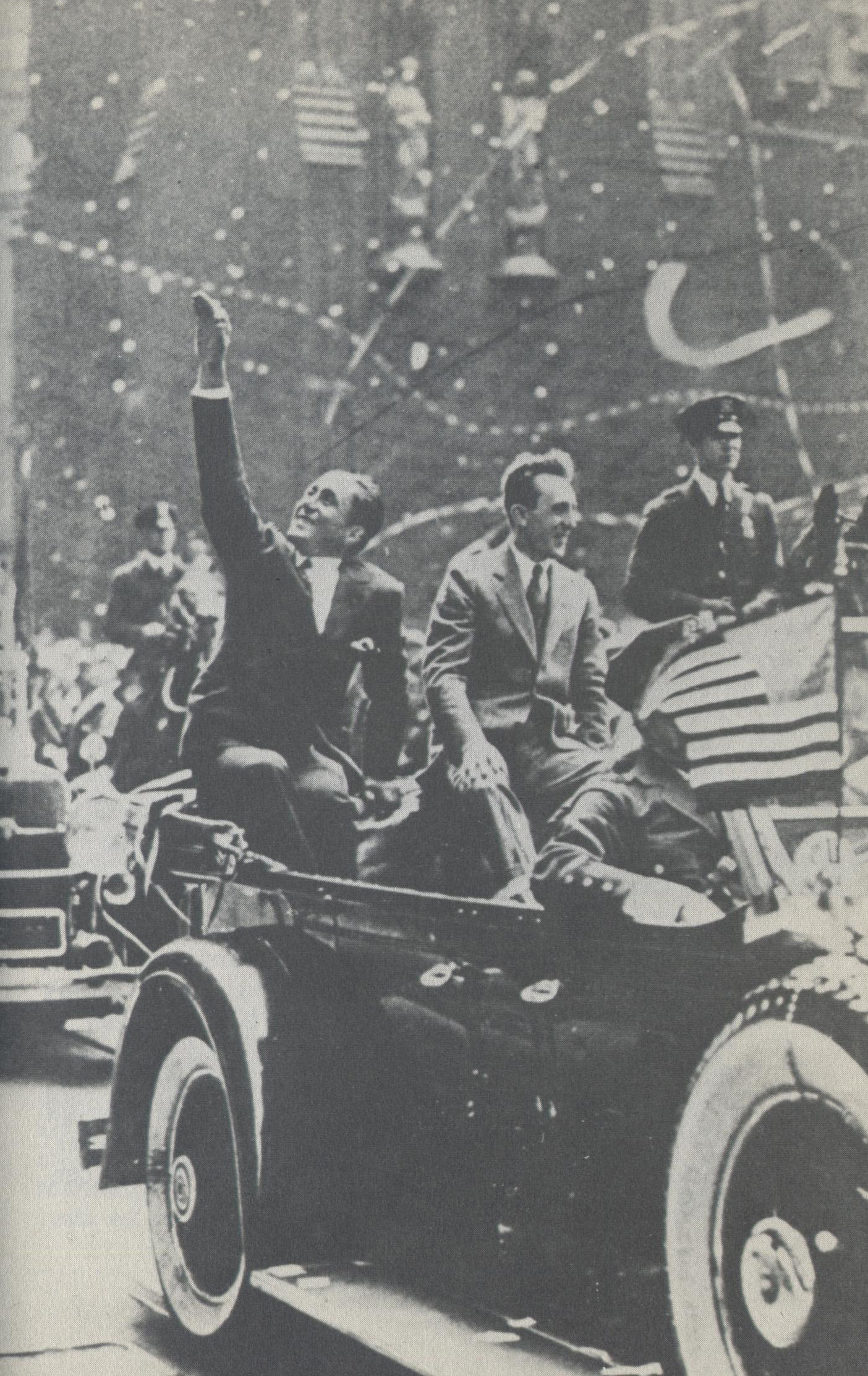
Les aviateurs Dieudonné Costes (à gauche) et Maurice Bellonte (droite) célébrés par la ville de New-York lors d'une Ticker tape parade après avoir réussi le premier vol Paris / New-York en 1930.

Costes, ayant attendu en vain une ouverture météo qui n'est pas venue durant l'été, abandonne l'idée de réussir leur traversée durant l'année 1929 mais décide de garder l'attention des médias en se lançant le 27 septembre 1929 dans un nouveau raid de distance à travers la Russie, et battent de nouveau le record de distance en se posant en Mandchourie en ayant parcouru une distance de 7 905 km. En décembre 1929 et janvier 1930, Dieudonné Costes et son navigateur Paul Codos vont remporter des records de distance en circuit fermé à bord du Point d'interrogation.
C’est le 1er septembre 1930 que le Point d’Interrogation va s’envoler pour le Paris / New-York, après des semaines où Costes a quotidiennement analysé les bulletins de l’Office national de Météorologie élaboré par le météorologue André Viaut. Emmenant Maurice Bellonte comme navigateur, Costes décolle à 9 h 54 sous les flashs des journalistes et va se poser après 37 heures de vol sur le terrain de Curtiss Field à New-York.
Costes va de nouveau faire la une des journaux du monde entier et être honoré par la ville de New-York d'une Ticker-tape parade. Il va avec Bellonte s'envoler avec son appareil pour une tournée de l'amitié dans les principales villes américaines, puis revenir en bateau à Paris où il est de nouveau comblé d'honneurs par le gouvernement, étant promu commandeur de la Légion d'honneur.

### Espion double des alliés durant la seconde guerre mondiale
Peu à peu retiré du pilotage après cet exploit, Costes va faire fructifier sa renommée mondiale à des fins publicitaires et faire fortune, qu'il va investir en créant la station de ski du Mont-Dore qui ouvre ses portes en 1936. Parallèlement à sa vie d'homme d'affaires, il est également depuis 1936 administrateur de la société de fabrication de moteurs Hispano-Suiza, chargé des questions commerciales. Ce poste lui permet de voyager en Allemagne dont il peut observer le potentiel aéronautique, ce dont il informe le gouvernement français, ce qui lui vaut une lettre de félicitations du vice-président du conseil Édouard Daladier.
À la déclaration de guerre, alors lieutenant-colonel de réserve, il est laissé en affectation spéciale chez Hispano-Suiza qui produit alors les moteurs équipant les avions de chasse Morane-Saulnier MS.406 et Dewoitine D.520. Il est chargé par le prince Stanislas Poniatowski, directeur de la société, de la réalisation d’une nouvelle unité de production souterraine prévue dans une ancienne carrière de Jonzac, en Charente-Maritime. Il s’attelle à la tâche au mois de février 1940 mais l’offensive allemande du 10 mai et la débâcle de l'armée française ne lui laisseront pas l’occasion de la mener à bien.
Réfugié en zone-libre à l'armistice, il est chargé par sa compagnie de superviser la question de la liquidation des stocks de guerre des usines de la région parisienne au profit des troupes allemandes d'occupation. Cette fonction vaut à Costes l'octroi d'un Ausweis permanent lui permettant de franchir la ligne de démarcation. À la fin de l'année 1940, Costes est approché par l'Abwehr (service de renseignement de l'armée allemande) qui cherche à le recruter comme informateur dans les milieux de l'aéronautique car sa célébrité mondiale lui ouvre de nombreuses portes.
Costes décline l'offre mais la reconsidère au printemps de l'année 1941 quand il est convaincu de la prochaine entrée en guerre de l'Allemagne contre l'URSS, dont il est averti par un ami lituanien qui l'informe des préparatifs militaires à la frontière. Il est convaincu que la guerre va bientôt devenir mondiale avec l'implication des États-Unis qui devrait suivre. N'ayant aucun doute sur la puissance militaire américaine, il est convaincu que la guerre ne peut qu'être perdue par l'Allemagne. Il va dès lors chercher à œuvrer pour les alliés et va accepter l'offre de l'Abwehr, à laquelle il va livrer des informations sans importance sur l'aviation française en Afrique du Nord pour gagner la confiance de ses interlocuteurs. Ceux-ci vont décider de faire partir Costes pour les États-Unis où il devra les informer des progrès de l'industrie aéronautique américaine.
Le voyage s'effectue en septembre 1942 où Costes et son épouse partent pour l'Espagne, pays neutre, où ils doivent s'embarquer pour l'Argentine et de là gagner les États-Unis. Dès son arrivée à Madrid, Costes contacte l'attaché militaire de l'ambassade américaine, le colonel Charles Stevens, et se met au service des alliés. À la suite de problèmes de passeport, il rejoindra effectivement l'Argentine au mois de février 1943 puis gagnera les États-Unis au mois de juin suivant, où il est aussitôt accueilli par des agents du FBI de John Edgar Hoover chargé à l'époque du contre-espionnage.
La collaboration avec le FBI est d'emblée orageuse, Hoover ne faisant pas confiance à Costes, qui s'installe à New-York et à qui il est finalement confié la mission de transmettre aux Allemands de fausses informations sans importance, via des courriers qu'il envoie à des boîtes aux lettres en Espagne. Frustré par le peu d'attention porté à ses services, Costes demande au mois de septembre 1943 aux autorités françaises de partir pour l'Afrique du Nord pour y servir dans l'armée de l'air, mais les autorités américaines bloquent la demande car sa position est enfin prise au sérieux. À ce moment de la guerre, un nouvel organisme centralisant le contre-espionnage américain, le Joint Security Control (JSC), se rend compte de la valeur du contact qu’offre Costes qui dès lors va être utilisé pour une opération d’intoxication, dite COCASE. À partir du mois de février 1944, Costes va être une des sources utilisées pour distiller de "vraies-fausses" informations d’un plus haut intérêt aux Allemands, et tout particulièrement pour une opération d’intoxication pour tromper les Allemands sur l’emplacement du débarquement en France – dite « Opération Bodyguard ».
Les informations intéressent cette fois-ci vivement l'Abwehr qui décide d'envoyer un opérateur radio à Costes, un français nommé Maurice Cavaillez qui comme lui gagne les États-Unis via l'Espagne au mois d'avril 1944. Cependant Cavaillez n'a aucune envie de travailler pour l'Allemagne et commence à mener sa propre vie à New York, il sera finalement arrêté le 21 mai 1945 par le FBI qui fera indiquer dans la presse qu'un grand réseau d'espionnage nazi a pu être réalisé avec le concours du pilote Dieudonné Costes.
Costes revient en France en octobre 1945 aux frais du FBI et reprendra la gestion de ses affaires, mais va être arrêté en mai 1947 et inculpé d’espionnage : un de ses anciens supérieurs à l’Abwehr, l’agent Heinrich Baake, devenu prisonnier de guerre, l’accuse d’avoir travaillé pour leur compte. Dans l’ambiance des procès des grands collaborateurs, peu de voix écoutent les protestations d’innocence de Costes ainsi que le témoignage de l’ambassade des États-Unis, qui ne lui évitera pas d’être maintenu en détention provisoire pendant 19 mois jusqu’au procès pour intelligence avec l'ennemi qui se tient les 14 et 15 mars 1949 et où il est jugé en même temps que son radio Paul Cavaillez. Bien défendu par l'avocat Jacques Isorni, toutes les accusations tombent les unes après les autres et Costes comme Cavaillez sont acquittés par les jurés, dont faisait partie Frédéric Curie.

### Fin de vie

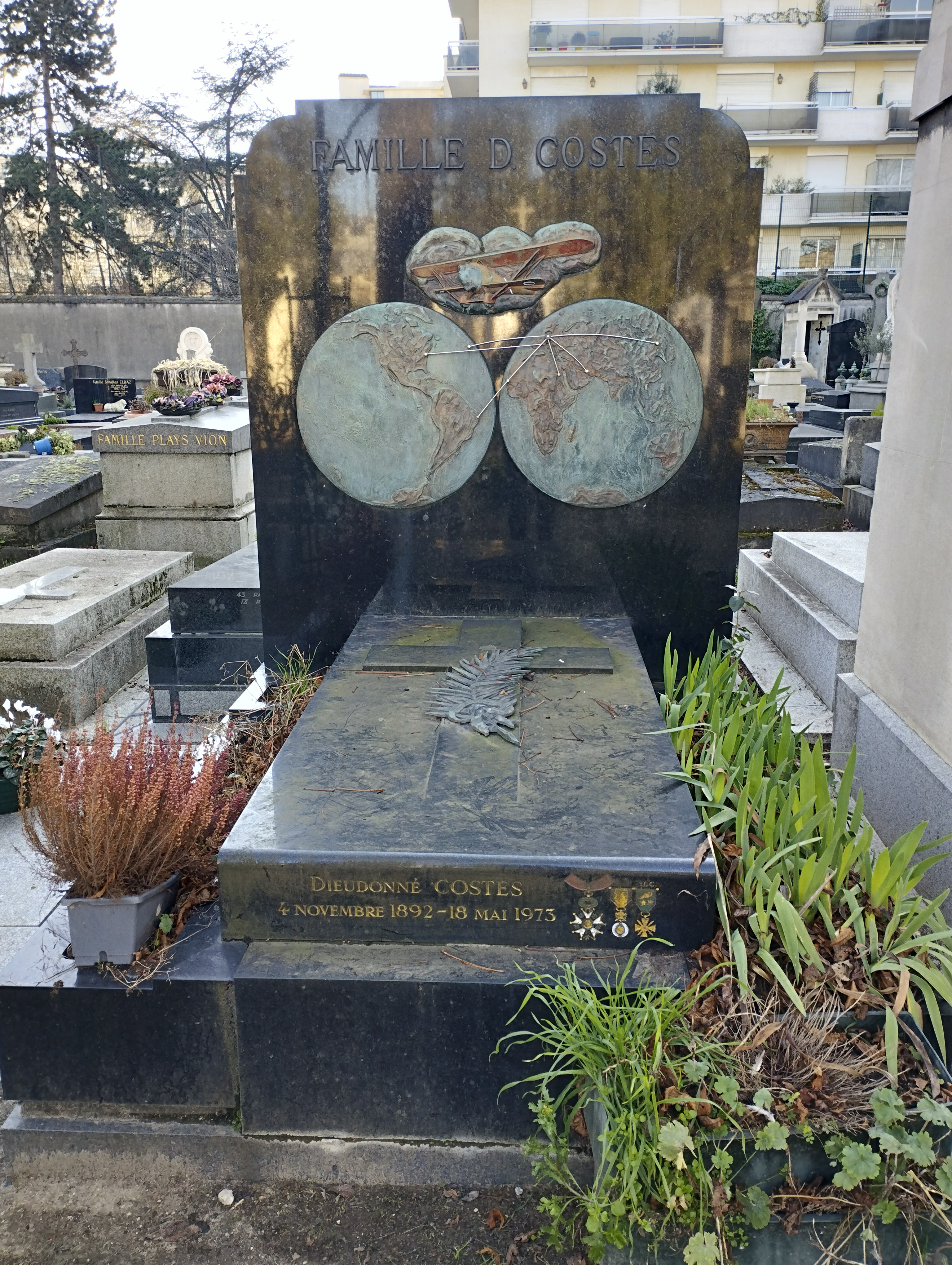
Tombe de Dieudonné Costes au cimetière de Passy (division 2).

Dieudonné Costes va reprendre sa vie d'homme d'affaires et développer sa station de ski du Mont-Dore, devenant conseiller municipal de la commune en 1965. C'est également la même année, le 25 décembre, que s'y produit un dramatique accident de téléphérique qui cause la mort de sept personnes. Costes sera impliqué dans un long procès en responsabilité qui se terminera en 1972 par un arrêt de la cour de cassation confirmant le jugement de la cour d'appel de Riom imputant pour un tiers la responsabilité de l'accident à l'installateur du téléphérique et pour deux tiers à la société d'exploitation que dirige Costes. Ce dernier est alors dans un état de santé très dégradé : victime d'une artérite qui lui vaut d'être amputé d'une jambe, il meurt le 18 mai 1973 au 166 rue de l'Université. Il est enterré au cimetière de Passy (division 2).

### Distinctions
À deux reprises, Costes fut lauréat du Prix Henry Deutsch de la Meurthe de l'Académie des sports : en 1927 (avec Le Brix), et en 1930, avec Bellonte « pour fait sportif pouvant entraîner un progrès matériel, scientifique ou moral pour l’humanité ».
Une place porte son nom, associé à celui de Bellonte , à Bois-Colombes.
Une école porte son nom, associé à celui de Bellonte, à Saint Valery en Caux, en Seine-Maritime . C'est la dernière ville française qu'ils ont survolée avant leur traversée. On y trouve également un monument. 
Un timbre-poste de 2,50 F a été émis en 1980 pour le cinquantième anniversaire de la traversée Paris - New York et représente son avion "Le Point d'Interrogation". Le timbre est dessiné et gravé en taille-douce par Jacques Jubert. 
Un timbre-poste de 10,00 F a été émis en 1981 à l'effigie de Dieudonné Costes et Joseph Le Brix, dessiné et gravé en taille douce par Claude Andréotto.

### Vie privée

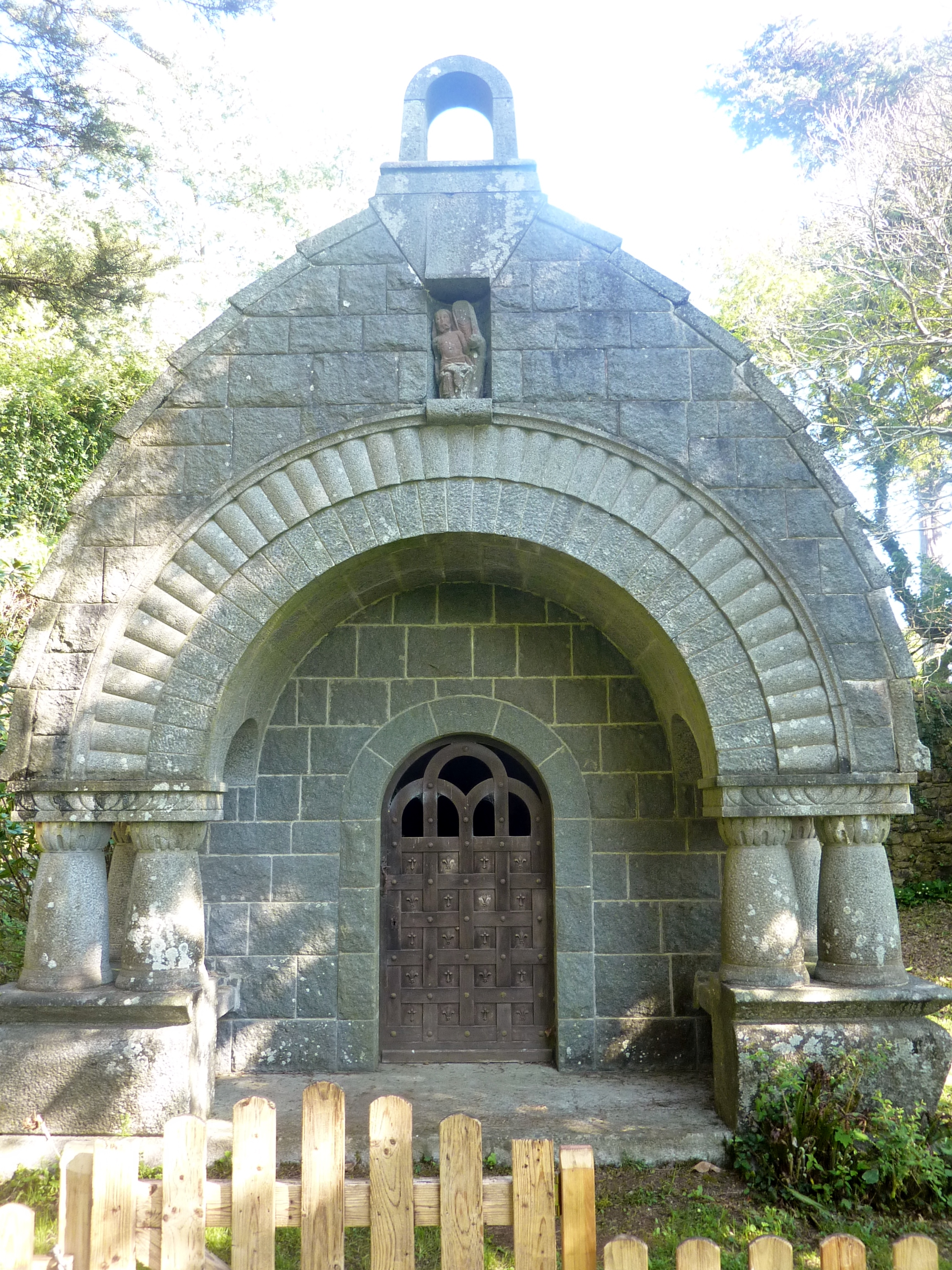
Île Tristan : la chapelle des aviateurs de style néo-breton (chapelle d'actions de grâce construite en 1930 par Jacques Richepin, ami de Dieudonné Costes).

Dieudonné Costes épouse en 1938 sa compagne depuis plusieurs années Mary Vachnadzé, une actrice de cinéma qui connaît une brève carrière dans les années 1930. Elle tourne avec Marcel L'Herbier (L'Argent, 1928), Carl Froelich et Henry Roussell (La Nuit est à nous, 1929), René Barberis (Romance à l'Inconnue, 1930), Marie-Louise Iribe (Le Roi des Aulnes, 1930), etc. Séparé en 1947 et divorcé en 1950, Il se remarie en 1951 avec Andrée Morand (1916-2002) avec qui il a eu un fils né en 1950.